# Museo Diocesano de Tarragona
El Museo Diocesano de Tarragona es un museo del Arzobispado de Tarragona, situado en el conjunto catedralicio de la catedral de Tarragona.

## Historia
El Museo Diocesano de Tarragona fue fundado por el arzobispo Antolín López Peláez en 1914. La fundación partía de dos colecciones antecedentes, la del arzobispo Francesc Fleix i Solans (1869) y la del arzobispo Tomàs Costa i Fornaguera (1900). La fundación fue secundada por el Cabildo Metropolitano, que aportaba a su vez la colección de tapices de su propiedad y una serie de objetos de la Catedral, ya fuera de culto, que se guardaban en la capilla de Santa Tecla la Vella. A todo lo cual se añadieron muchas donaciones de parroquias de la diócesis, también de personas particulares. Instalado inicialmente en una dependencia del claustro, en 1932 se amplió con la incorporación de la capilla de Corpus Christi. En 1973 se tuvo que cerrar debido a que las instalaciones estaban obsoletas. En 1992 se renovaron las mismas y se acondicionaron las salas de exposición permanente. En 2014 se inició un proceso de renovaciòn de las salas, recuperando la capilla de Corpus Christi como sede de la Pinacoteca Gótica. 

## Colección
El Museo Diocesano de Tarragona custodia unas 11.000 obras, de las cuales se muestran 237 en las salas de exposición permanente, mientras que el resto se guarda en las salas de reserva. Todas las obras permiten una lectura cronológica de la actividad artística, los estilos y las escuelas del ámbito de la diócesis de Tarragona. Entre las cuales destacan:
- Una importante colección de piezas arqueológicas romanas, muchas de las cuales procedentes de excavaciones realizadas en la catedral, el claustro y los jardines anexos, como el sarcófgo de Apolo y las Nueve Musas, de inicios del siglo III d. C., que se hallaba en el pavimento del ábside de la capilla de Corpus Christi.

- De factura hispano-musulmana, se conservan fragmentos de tejidos procedentes del sepulcro del arzobispo Pere de Cardona (1515-1530), que fue canciller del rey Ferran II y lo acompañó en la conquista de Granada. La obra más destacada es el arco árabe de Madinat al-Zahra, una obra que procede de aquella población cordobesa. Se ignora cómo llegó a la catedral de Tarragona.
- Entre la escultura medieval destaca la Virgen llamada del Truc, procedente de la iglesia parroquial de Vinaixa y atribuida al escultor Guillem Seguer, así como diversas imágenes de la Virgen, de madera policromada y de los siglos XII al XV, procedentes de iglesias parroquiales como la de Solivella o Vilafortuny.
- La parte más destacada dentro de la colección medieval es la Pinacoteca Gótica, formada por un número significativo de pinturas murales, retablos y tablas de los siglos XIV al XVI. Constituyen la colección más destacada del sur de Cataluña y son una muestra de la evolución de las escuelas pictóricas locales. Destacan nombres de pintores como Joan de Tarragona, el Maestro de la Secuita, el Maestro de Santa Coloma de Queralt, Mateu Ortoneda, Ramon de Mur, Jaume Mates, Bernat Martorell y Jaume Huguet, entre otros.
- En el jardín de la capilla de Santa Tecla la Vella  se conserva una cruz de término del siglo XVI, procedente de Tamarit, realizada en pórfido y mármol sobre un pedestal romano.
- La cerámica cuenta con notables ejemplos, obra de los grandes azulejeros catalanes del barroco, Llorenç Passoles y Miquel Lapuja.
- La orfebrería, los cantorales, la numismática, el mobiliario litúrgico y la importante colección de cincuenta y cuatro tapices, datados entre los siglos XV y XVIII, completan los fondos del museo.